# Tina Louise

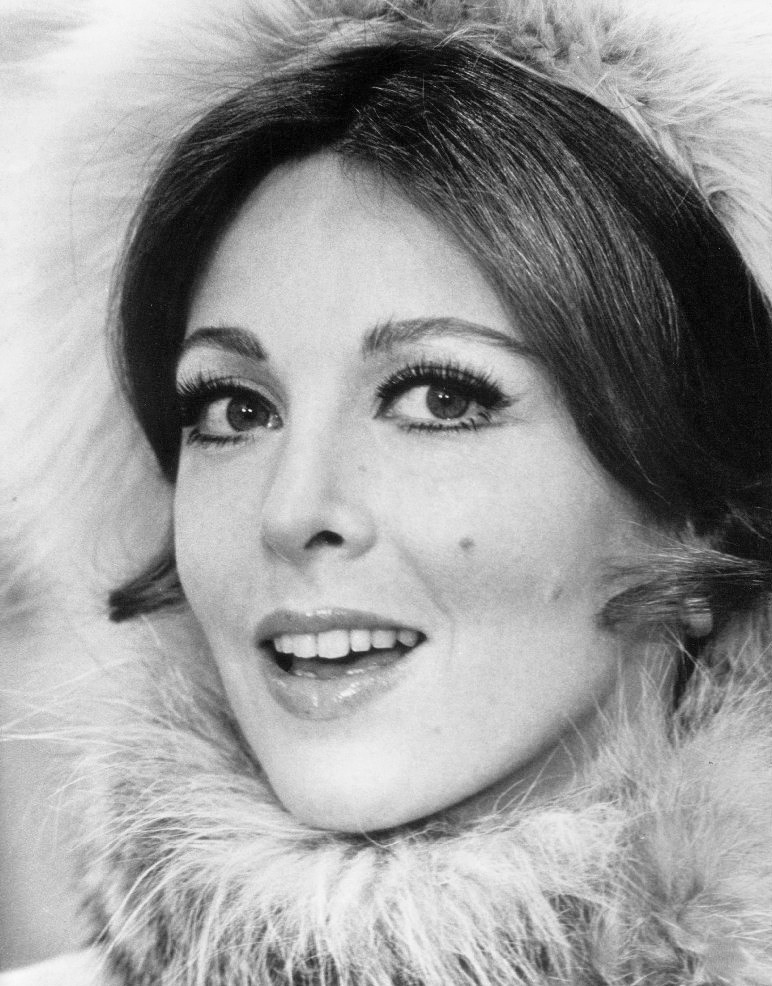
Tina Louise (1969)

Tina Louise (* 11. Februar 1934 in New York City als Tina Blacker) ist eine amerikanische Schauspielerin.

## Leben
Tina Louise arbeitete nach ihrer Schulzeit zunächst als Fotomodell und Nachtclubsängerin; das Schauspielfach erlernte sie an Elia Kazans Actory Studio. 1957 feierte sie an der Seite von Julie Newmar ihren ersten Erfolg als Schauspielerin in der Broadway-Adaption des Comics Li’l Abner. Im selben Jahr erschien ihre erste Schallplatte It's Time for Tina.
Ihr Hollywood-Debüt gab sie 1958 in Anthony Manns Erskine-Caldwell-Verfilmung Gottes kleiner Acker, für den sie den Golden Globe Award als Beste Nachwuchsdarstellerin erhielt. Zwischenzeitlich siedelte sie nach Italien über. Dort spielte sie 1960 in den Sandalenfilmen Archimedes – der Löwe von Syrakus und Sappho, Venus von Lesbos sowie in Roberto Rossellinis Viva l'Italia (1961).
Von 1964 bis 1967 spielte sie die Rolle, die ihr Image bis heute geprägt hat. In der CBS-Sitcom Gilligans Insel verkörperte sie das zickige Filmsternchen Ginger Grant. Häufig zerstritt sie sich mit den Produzenten der Sendung. Nach dem Ruhm, den ihr die Serie einbrachte, sah sich Louise auf diese Rolle festgelegt und machte sie für das Scheitern ihrer weiteren Karriere verantwortlich. Sie war auch das einzige Mitglied der Serienbesetzung, das sich weigerte, in den diversen Nachfolgeproduktionen der Serie in den 1970er und 1980er Jahren mitzuspielen. Seit dem Tod von Dawn Wells im Jahr 2020 ist Louise das letzte lebende Mitglied der Hauptbesetzung der Kultserie.
In den 1970er und 1980er Jahren trat Tina Louise in verschiedenen Fernseh- und Hollywoodproduktionen auf. Lob erntete sie vor allem für ihre Darbietung in Bryan Forbes Die Frauen von Stepford (1975). Daneben hatte sie Gastauftritte in verschiedenen Fernsehserien; unter anderem spielte sie 1978–79 in fünf Folgen von Dallas und 1990 in einer Folge von Eine schrecklich nette Familie. In der letzten Folge der 7. Staffel der Sitcom Roseanne trat sie 1995 dann erstmals wieder mit ihren einstigen Kollegen aus Gilligan-Zeiten auf. In der Sherwood Schwartz, dem Erfinder von Gilligans Insel, gewidmeten Folge kommt es zu einer Vermischung der beiden fiktionalen Welten. Während die Schauspieler von Roseanne sich auf Gilligans Insel wiederfinden, nehmen die Gilligan-Darsteller die Rollen im Hause Roseanne Barr ein. Tina Louise übernahm die Rolle der Roseanne. 2005 übernahm sie eine ständige Rolle in der NBC-Seifenoper Passions.
1966 bis 1970 war sie mit dem Talkshowmoderator Les Crane verheiratet. Aus der Ehe ging die Tochter Caprice (* 1970) hervor, die heute als MTV-Produzentin und Schriftstellerin erfolgreich ist.

## Filmografie (Auswahl)

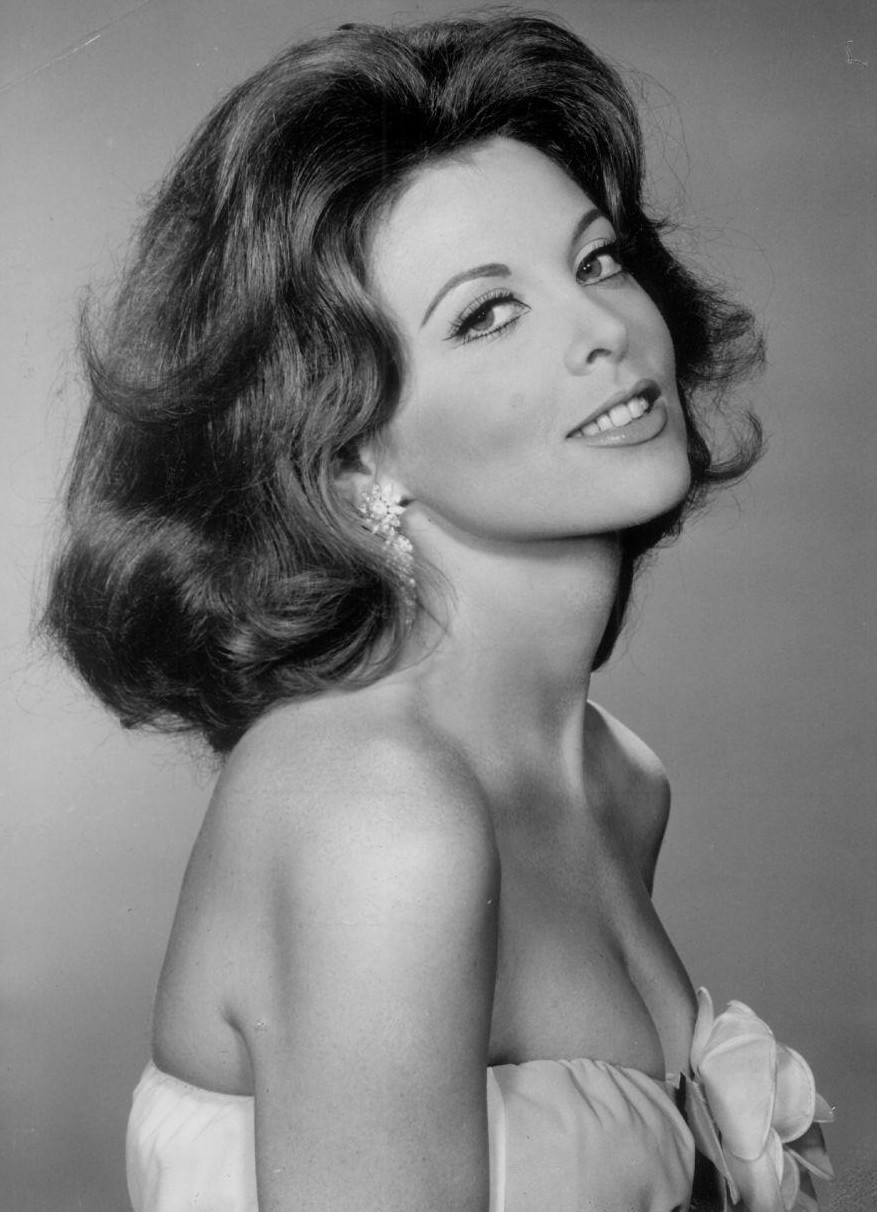
Tina Louise (1964)

- 1958: Gottes kleiner Acker (God's Little Acre)
- 1959: Die Falle von Tula (The Trap)
- 1959: Der Henker (The Hangman)
- 1959: Tag der Gesetzlosen (Day of the Outlaw)
- 1960: Archimedes, der Löwe von Syrakus (L'assedio di Siracusa)
- 1960: Sappho, Venus von Lesbos (Saffo - Venere di Lesbo)
- 1960: Viva l'Italia
- 1961: Panzer nach vorn (Armored command)
- 1964–1967: Gilligans Insel (Gilligan's Island) (Fernsehserie, 98 Folgen)
- 1967: Il fischio al naso
- 1969: Happy End für eine Ehe (The Happy Ending)
- 1969: Rollkommando (The Wrecking Crew)
- 1969: Die Letzten vom Red River (The Good Guys and the Bad Guys)
- 1975: Die Frauen von Stepford (The Stepford Wives)
- 1977: Todesflug (Death Flight)[2]
- 1978: Das Teufelscamp (Mean Dog Blues)
- 1984: Dog Day – Ein Mann rennt um sein Leben (Canicule)
- 1997: Welcome to Woop Woop
- 2000: Little Pieces
- 2000: Growing Down in Brooklyn
- 2004: West from North Goes South
- 2014: Late Phases
- 2019: Tapestry